# Chasmistes liorus
Chasmistes liorus är en fiskart som beskrevs av Jordan, 1878. Chasmistes liorus ingår i släktet Chasmistes och familjen Catostomidae.

## Underarter
Arten delas in i följande underarter:
- C. l. liorus
- C. l. mictus